# Integrated Digital Enhanced Network
Integrated Digital Enhanced Network (iDEN) é uma tecnologia de comunicação móvel, desenvolvida pela Motorola, que fornece aos usuários de celular serviços de rádio (push-to-talk) e celulares.
Também é baseada sobre a tecnologia desenvolvida pela empresa Ericsson, TDMA, assim como a tecnologia GSM.
No Brasil, a tecnologia iDEN era utilizada pela operadora de telefonia celular Nextel.